# Хердринген (замок)
Хердринген (нем. Schloss Herdringen) — замок в одноимённом городе в административном округе Арнсберг в земле Северный Рейн-Вестфалия, Германия. Является родовым поместьем баронов фон Фюрстенберг. Одно из самых известных неоготических светских зданий в регионе Вестфалия. Замок построен между 1844 и 1853 годом известным немецким архитектором Эрнстом Фридрихом Цвирнером.

## История

### Ранний период
Родовое поместье Хердринген впервые упоминается в 1376 году. Продолжительное время усадьба именовалась Кеттельбург и до 1501 года служила резиденцией известного вестфальского рода Кетлеров (фон Кеттелер). Со временем старый замок пришёл в упадок. Иоганн фон Ханкследен и его супруга Элизабет фон Кеттелер в 1501 году решили основать новое поместье Ханксленше западнее от прежнего. Они построили особняк в фахверковое здание, которое было расположено на искусственном острове.
В 1618 году Падерборнский князь-епископ Дитрих фон Фюрстенберг купил поместье и передал его своему племяннику Фридриху фон Фюрстенбергу. Вскоре была произведена серьёзная перестройка прежнего замка. Появилась барочная резиденция, состоящая из трёх крыльев. Работы продолжались достаточно долго: между 1683 и 1723 годом. 

### XIX век

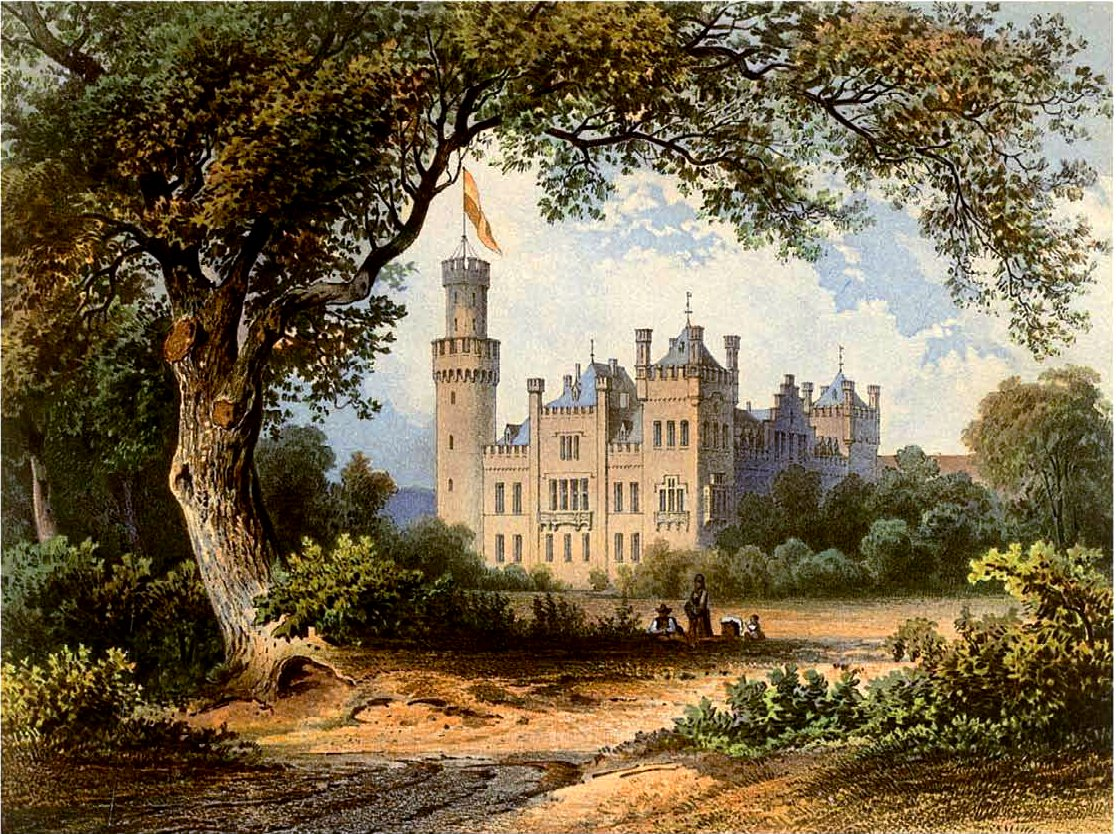
Картина с видом замка, созданная около 1870 года Александром Дункером

Со временем и новый замок стал приходить в упадок. Потомки создателей резиденции считали её слишком тесной и не соответствующей их новому статусу. Поэтому вместо реконструкции они хотели построить новое здание. Инициатором стал Франц Эгон фон Фюрстенберг (1818–1902), который возвысился до титула графа и решил создать новый более респектабельный замок. В качестве образца он желал использовать усадьбы в стиле Тюдоров. Масштабные работы проводились в 1840-х годах. Прежняя усадьба была полностью снесена в 1853 году.
Вскоре Хердринген стал считаться главной резиденций рода фон Фюрстенберг (прежде эту функцию выполнял замок Шнелленберг).

### XX век
С 1968 по 1998 год замок использовался как частная гимназия (Institut Schloss Herdringen), где ученики проживали на полном пансионе как в интернате.
В 1960-х годах замок Хердринген оказался местом съёмок двух фильмов студии Edgar-Wallace-Filme: «Чёрный аббат» и «Фальшивомонетчик из Лондона». В 2008 году замок служил декорацией для съемок сериала телеканала ZDF «Круппы — немецкая семья».

## Современное использование
Сегодня замок можно арендовать как место для проведения торжеств, корпоративных мероприятий. Возможно экскурсионное посещение по предварительной записи. Кроме того, в замке регулярно проводятся концерты. Здесь выступали хип-хоп группа Fettes Икще, берлинский исполнитель Петер Фокс, поп- и джаз-певец Роже Цицеро, хип-хоп группа Die Fantastischen Vier и другие.
Кроме того в замке хранится ценная коллекция старинных нот, принадлежавшая в XVIII веке барону фон Зонсфельду. В частности здесь находится оригинал сонаты для флейты, созданной Вильгельминой Прусской, старшей дочери Прусского короля Фридриха Вильгельма I.

## Галерея

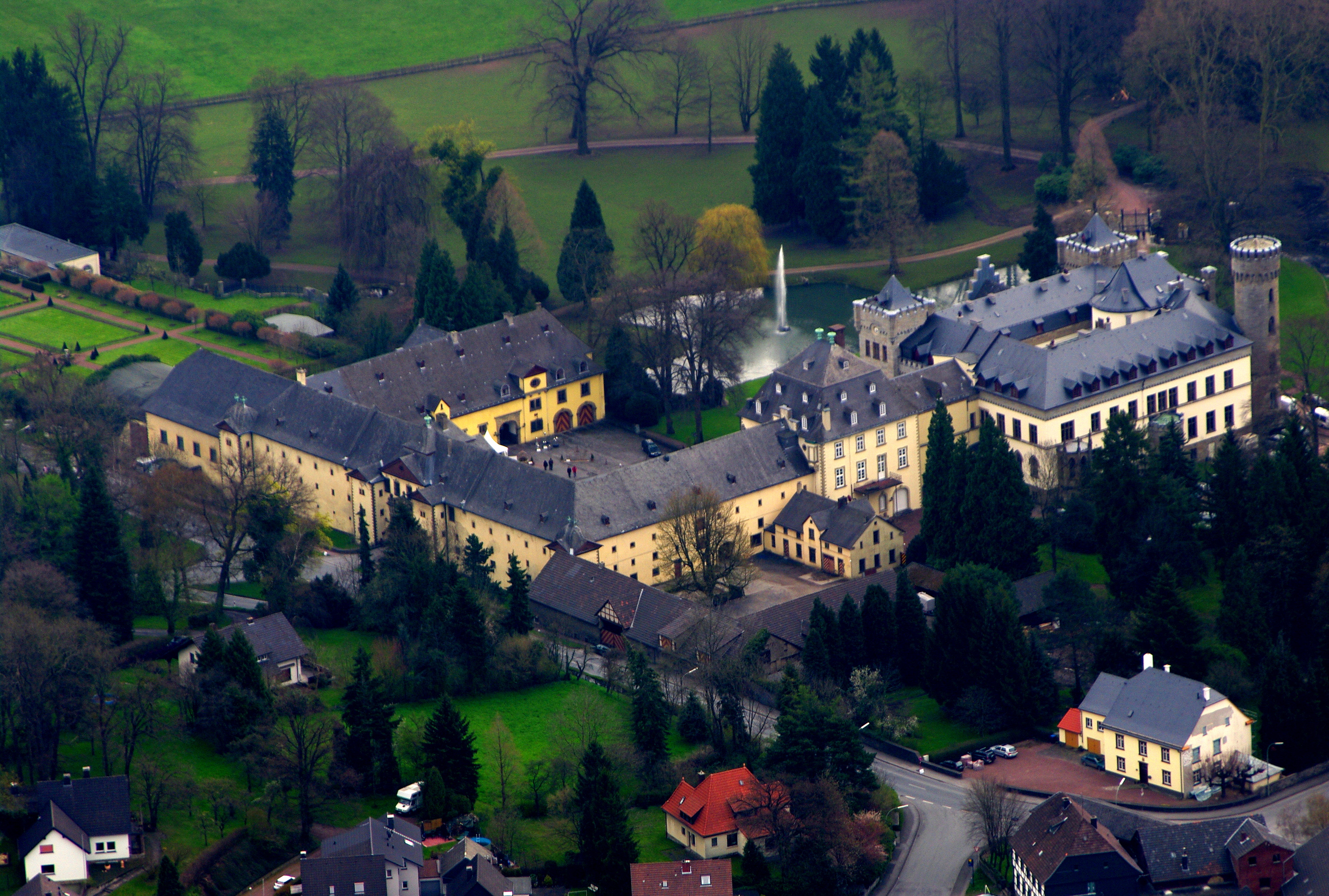
Замковый комплекс с высоты птичьего полёта
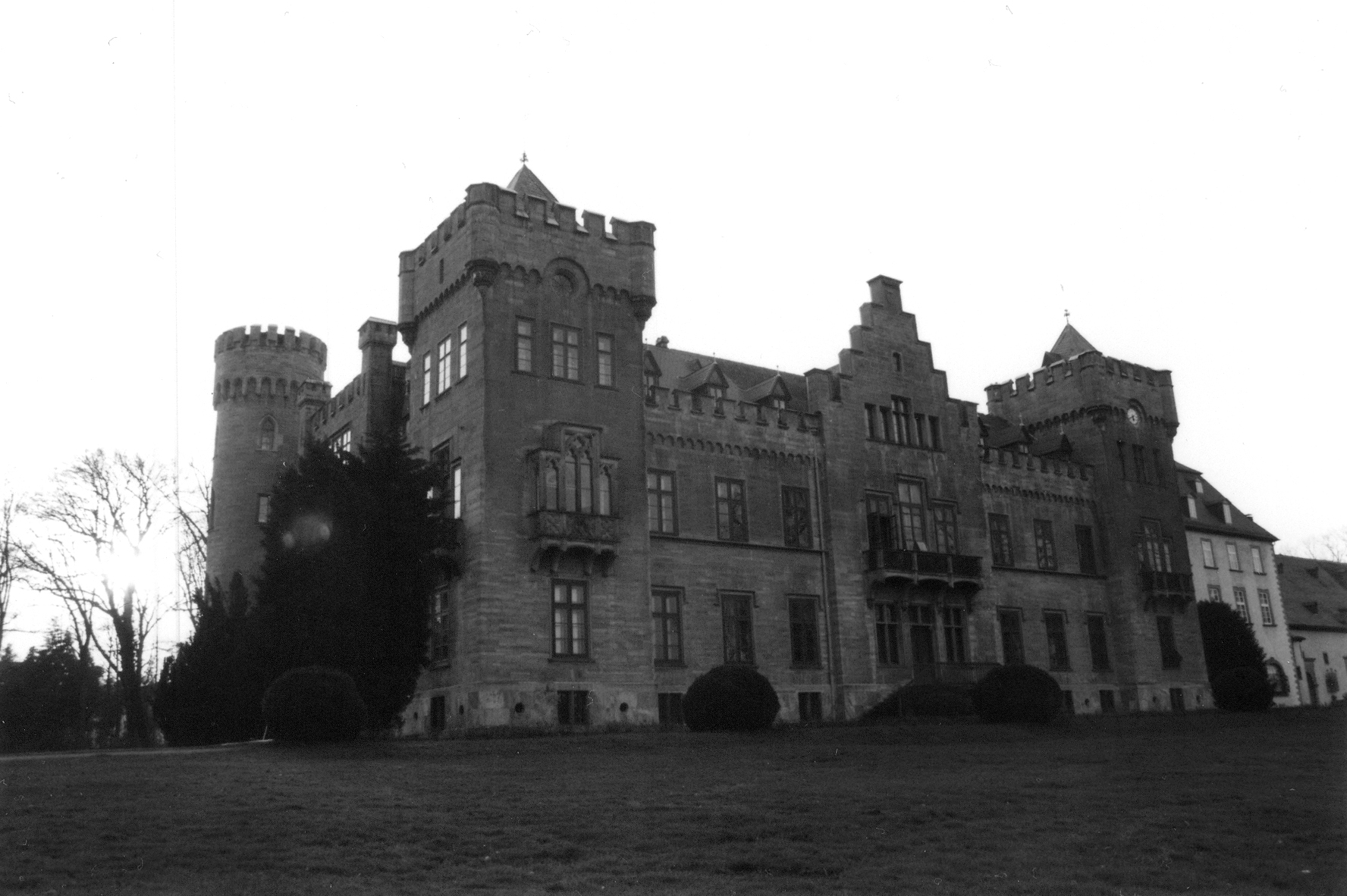
Вид замка со стороны парка
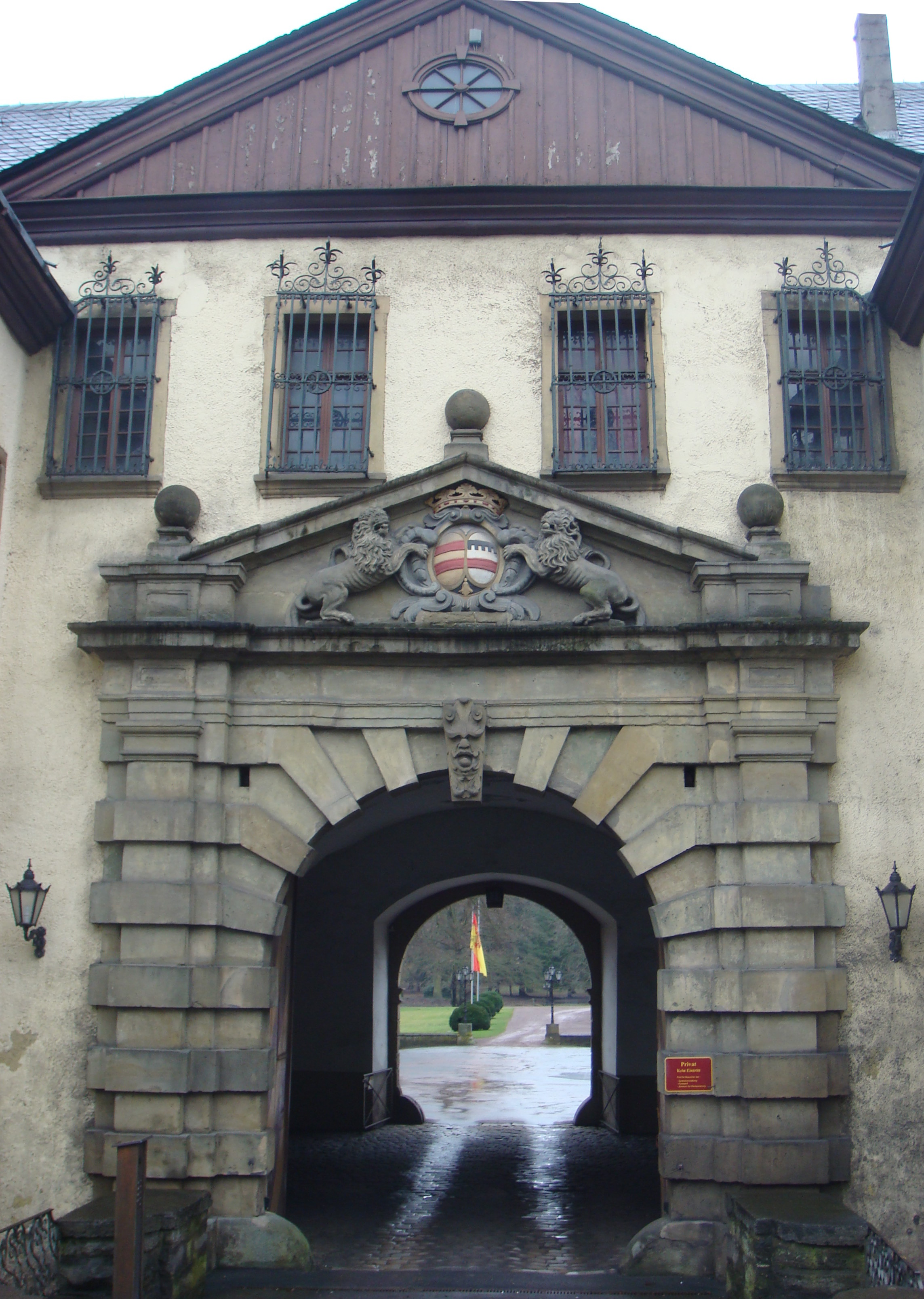
Ворота усадьбы ведущие к замку
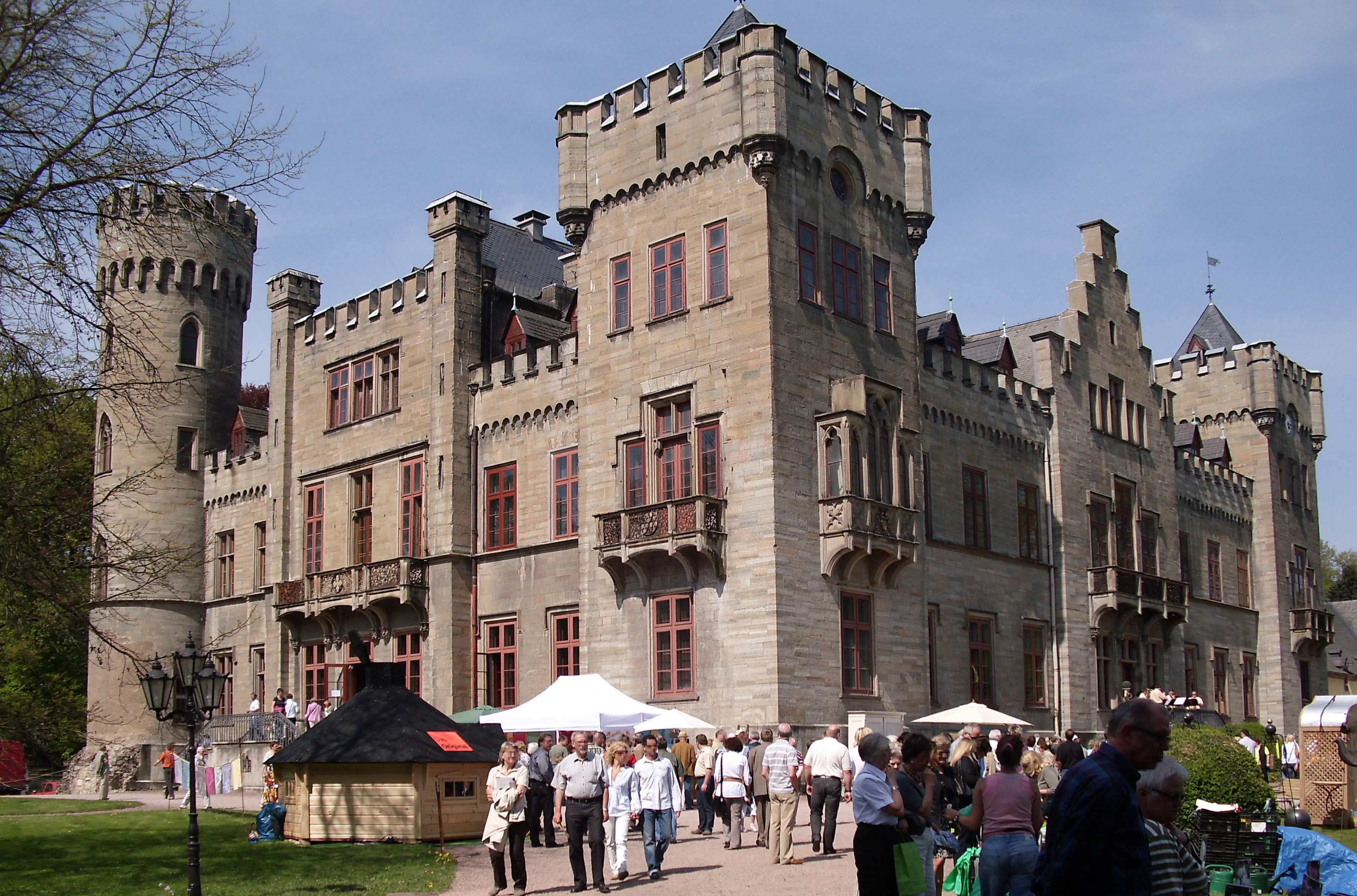
Пространство перед замком во время проведения фестиваля
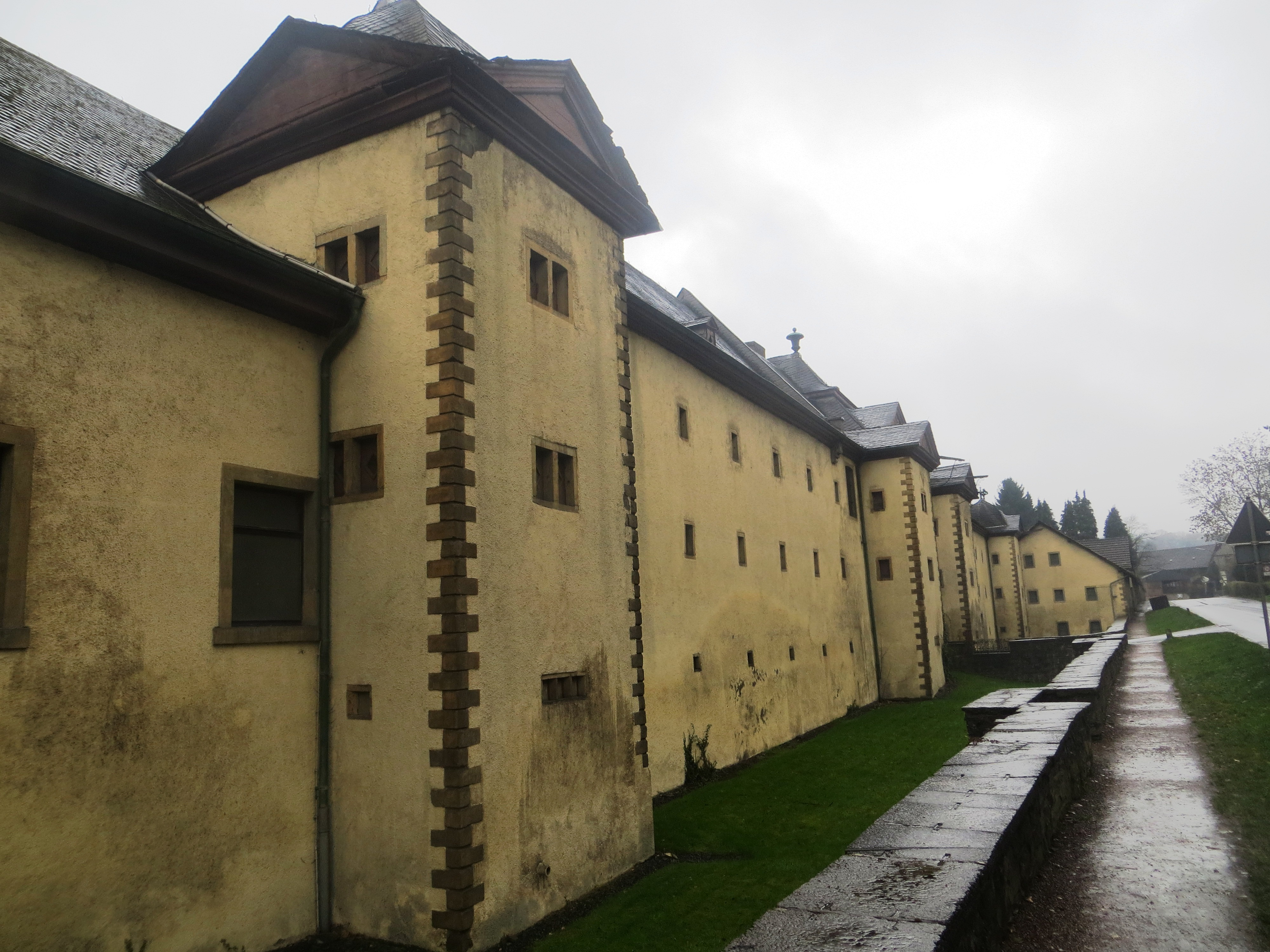
Хозяйственные и административные постройки замка